# Werner Richter (General)
Werner Richter (* 21. Oktober 1893 in Zittau; † 3. Juni 1944 in Riga) war ein deutscher Offizier, zuletzt Generalleutnant im Zweiten Weltkrieg.

## Leben
Werner Richter trat, nachdem er Kadett gewesen war, am 26. Februar 1912 als Fähnrich in die Armee ein. Mit Patent zum 24. Juni 1911 wurde er am 22. Mai 1913 im Infanterie-Regiment 177 zum Leutnant.
Nach dem Krieg wurde er in die Reichswehr übernommen. Am 1. Mai 1923 zum Hauptmann befördert, war er 1930 als Chef der 2. Kompanie im 10. Infanterie-Regiment. Am 1. September 1934 wurde er Oberstleutnant.
Am 1. März 1937 erfolgte seine Beförderung zum Oberst und ab 1. April 1938 war er Kommandeur des Infanterie-Regiments 54 bei der 18. Infanterie-Division. Vom 1. August 1939 an war er Oberquartiermeister der 4. Armee. Vom 25. November 1940 bis 9. Juli 1942 war er Chef des Generalstabes der 7. Armee und in dieser Position am 1. März 1941 Generalmajor. Am 22. August 1942 wurde er Kommandeur der 87. Infanterie-Division, welche in den Schlachten von Rschew kämpfte. In dieser Position blieb er bis 1. Februar 1943. Am 1. März 1943 wurde er Generalleutnant. Ab April 1943 war er bis Mai 1944 Kommandeur der 263. Infanterie-Division. Am 21. Mai 1944 wurde er schwer verwundet und starb Anfang Juni 1944 in einem Lazarett in Riga.

## Auszeichnungen
- Eisernes Kreuz (1914) II. und I. Klasse
- Spange zum Eisernen Kreuz II. und I. Klasse
- Deutsches Kreuz in Gold am 26. November 1943
- Ritterkreuz des Eisernen Kreuzes am 7. Februar 1944[4][5]